# Newlib
Newlib은 임베디드 시스템에 사용하도록 고안된 C 표준 라이브러리 구현체이다. 여러 라이브러리 부분들이 모인 것으로, 모두 자유 소프트웨어 라이선스 하에 있어 임베디드 제품에서 쉽게 사용할 수 있다.
이것은 최초의 GNU 크로스 개발 도구 모음을 구축하는 과정에서 시그너스 서포트(Cygnus Support)에 의해 만들어졌다. 현재는 레드햇 개발자 제프 존스턴(Jeff Johnston)과 코리나 빈센(Corinna Vinschen)이 유지 관리하고 있으며, 비리눅스 임베디드 시스템을 위한 대부분의 상업적 및 비상업적 GCC 포트에서 사용된다.

## 시스템 호출
Newlib 문서의 시스템 호출 섹션에서는 Newlib이 여러 운영체제에서 어떻게 사용될 수 있는지 설명한다. 주요 용도는 운영체제가 없는 임베디드 시스템이며, 이 경우 직렬 포트에 한 바이트를 출력하거나 디스크 또는 다른 메모리 장치에서 섹터를 읽는 등의 작업을 수행할 수 있는 BSP (임베디드)를 호출한다.

## 포함
Newlib은 Atollic, CodeSourcery, Code Red, KPIT, 레드햇 등의 상업적 GCC 배포판에 포함되어 있으며, ARM 및 르네사스와 같은 주요 임베디드 프로세서 아키텍처 공급업체로부터 지원을 받는다. 시그윈의 표준 C 라이브러리로 사용되며, 아미가OS 4의 여러 표준 C 라이브러리 중 하나이기도 하다.
2004년 기준, 세가 드림캐스트를 대상으로 하는 독립적인 SDK인 KallistiOS는 Newlib을 표준 C 라이브러리로 사용하고 있으며, 플랫폼의 많은 상용 타이틀과 함께 제공된다.
2007년 기준년, 상업용 게임 시스템의 홈브루 개발을 위한 도구 모음인 devkitARM 및 devkitPPC는 Newlib을 C 라이브러리로 포함한다. 소니 AIBO용 Open-R SDK 또한 비유닉스 Aperios 위에 Newlib을 기반으로 한다.
2013년 기준년, 구글 네이티브 클라이언트 SDK (NaCl)는 Glibc 대신 Newlib을 기본 C 라이브러리로 포함한다.
2019년, 키스 패커드는 Newlib과 AVR Libc의 코드를 혼합하여 제한된 RAM을 가진 소형 임베디드 시스템을 대상으로 하는 표준 C 라이브러리 API를 제공하는 라이브러리인 Picolibc를 출시했다.

## 같이 보기
다른 C 표준 라이브러리
- 바이오닉 (소프트웨어)
- Dietlibc
- 임베디드 GNU C 라이브러리
- Glibc
- Klibc
- Musl
- UClibc
- BSD libc

## 더 읽어보기
- von Hagen, William L. (2006). 《The Definitive Guide to GCC, Second Edition》. Berkeley, CA: Apress. 289–290쪽. ISBN 1-59059-585-8. 2010년 12월 5일에 원본 문서에서 보존된 문서. 2011년 1월 7일에 확인함.